# فرودگاه شهرستان کلبرگ
فرودگاه شهرستان کلبرگ (به انگلیسی: Kleberg County Airport) یک فرودگاه همگانی بهره‌برداری هوایی است که یک باند فرود آسفالت دارد و طول باند آن ۱۸۲۹ متر است. این فرودگاه در شهر کینگزویل، تگزاس کشور ایالات متحده آمریکا قرار دارد و در ارتفاع ۴۰ متری از سطح دریا واقع شده است.